# Festival du film de Philadelphie
Ne pas confondre avec le Philly Film Festival (en), autre nom du Festival du film indépendant de Philadelphie
Le festival du film de Philadelphie (Philadelphia Film Festival) est un festival de cinéma qui se tient annuellement à Philadelphie depuis 1991. Il se déroulait au début du mois d'avril jusqu'en 2009 mais a lieu désormais à la fin du mois d'octobre. Il est patronné par la Philadelphia Film Society.

## Catégories de récompense
- Prix du public - Mention honorable (Audience Award - Honorable Mention)
- Prix Archie (Archie Award)
- Nouveaux films français (New French Films)
- Meilleur premier long métrage (Best First Feature)
- Meilleur réalisateur (Spotlights)

## Palmarès 2017

### Prix Archie

#### Meilleur premier long métrage
- Django •  France

## Palmarès 2010

### Prix du public - Mention honorable

#### Nouveaux films français
- La Princesse de Montpensier •  France  Allemagne